# Traffic (film)
Traffic – amerykańsko–niemiecki dramat z 2000 roku w reżyserii Stevena Soderbergha.

## Obsada
- Michael Douglas jako Sędzia Robert Lewis
- Catherine Zeta-Jones jako Helena Ayala
- Don Cheadle jako Montel Gordon
- Dennis Quaid jako Arnie Metzger
- Benicio del Toro jako Javier Rodriguez
- Erika Christensen jako Caroline Wakefield
- Amy Irving jako Barbara Lewis
- Steven Bauer jako Carlos Ayala
- Salma Hayek jako Rosario
- Miguel Ferrer jako Eduardo Ruiz
- Orrin Hatch
- Steven Bauer jako Carlos Ayala
- Benjamin Bratt jako Juan Obregon
- Albert Finney
- Tomás Milián jako generał Arturo Salazar

## Nagrody
- Benicio del Toro otrzymał Oscara dla najlepszego aktora drugoplanowego
- Benicio del Toro otrzymał Srebrnego Niedźwiedzia dla najlepszego aktora
- Benicio del Toro nagrodzony przez BAFTA dla najlepszego aktora drugoplanowego
- Benicio del Toro otrzymał Złoty Glob dla najlepszego aktora drugoplanowego
- Steven Soderbergh otrzymał Oscara dla najlepszego reżysera
- Stephen Gaghan otrzymał Złoty Glob za najlepszy scenariusz
- Stephen Gaghan otrzymał Oscara za najlepszy scenariusz – adaptacja
- Oscar za najlepszy montaż
- Erika Christensen otrzymała nagrodę MTV Movie Award za najlepszą rolę kobiecą
- Topher Grace otrzymał Nagrodę Młodych za najlepszy debiut
- Stephen Gaghan nagrodzony przez BAFTA za najlepszy scenariusz – adaptacja